# Timeline (Roman)
Timeline ist der Titel eines Science-Fiction-Romans von Michael Crichton aus dem Jahr 1999. Es handelt sich um eine Mischung aus Science-Fiction und historisch verbürgter Darstellung des kriegerischen und lebhaften Ursprungs der Moderne im späten Mittelalter. Eine Gruppe junger Historiker eilt ihrem in der Zeit verreisten Professor ins Mittelalter nach.
Wissenschaftlicher Hintergrund dieses Werks ist eine Multiversum-Theorie, die unterstellt, dass für alle möglichen Zeiten und Gegebenheiten ein eigenes Universum besteht.
Die deutsche Übersetzung von Klaus Berr erschien im Jahr 2000 unter dem Titel Timeline. Eine Reise in die Mitte der Zeit im Blessing-Verlag, München.

## Handlung
Eine von Professor E. A. Johnston geleitete Gruppe von Archäologen führt Ausgrabungen an der mittelalterlichen Festung La Roque in Frankreich durch. Eines Tages finden seine Mitarbeiter Kate Erickson und André Marek in einem neu entdeckten, bis dahin verschütteten Gewölbe ein altes Pergament mit einer handschriftlichen Mitteilung des Professors. Johnston, der kurz zuvor überstürzt zu einer Dienstreise aufbrach und seither nicht erreichbar war, bittet darin um Hilfe. Wie die labortechnische Untersuchung zeigt, stammt auch die Notiz tatsächlich aus dem 14. Jahrhundert, und dennoch ist die Unterschrift des Professors echt. 
Es stellt sich heraus, dass das Unternehmen ITC, das die Arbeiten fördert, Experimente im Bereich der Zeitreisen durchführt. Der Professor war ins Jahr 1357 gereist und dort verschollen. Um Johnston aus seiner Notsituation zu befreien, reist eine Gruppe von Mitarbeitern – Marek, Erickson und der Technikhistoriker Chris Hughes – zusammen mit zwei ITC-Mitarbeitern ebenfalls in die Vergangenheit.
Unmittelbar nach ihrer Ankunft im Jahr 1357 gerät die Gruppe in ein Scharmützel mit mordlüsternen Kriegern, bei dem nicht nur die ITC-Mitarbeiter getötet und die Studenten voneinander getrennt werden, sondern auch die Zeitmaschine zerstört und damit die Rückkehr zunächst unmöglich wird.
Die verbliebene Gruppe wird angeführt von André, einem experimentellen Historiker, dessen Fertigkeiten etwa im Schwertkampf sich als überlebensnotwendig erweisen. Ihre Aufgabe ist es nun, den Professor zu finden und so lange im feindlichen Umfeld zu überleben, bis ITC eine Reparatur der Zeitmaschine gelingt. Während der folgenden Stunden erleben die Historiker ein Turnier – Chris ist sogar gezwungen, daran teilzunehmen –, sie gewinnen Einblick in das Leben in einem Kloster, in einer Burg und in der Stadt. Dabei finden sie manche ihrer bei den archäologischen Untersuchungen aufgestellten Hypothesen bestätigt, andere erweisen sich als irrig.
Ein besonders großes Problem ist, dass die Gegend während des Aufenthalts der Wissenschaftler umkämpft wird. Der Burgherr, Lord Oliver, rüstet sich zur Abwehr des heranrückenden, sogenannten Erzpriesters, der die als uneinnehmbar geltende Burg erobern will. Im Gefolge des Lords befindet sich zudem ein ehemaliger ITC-Mitarbeiter, der schon vor längerer Zeit in der Vergangenheit geblieben war. Er hatte durch zahlreiche Zeitreisen körperliche und psychische Schäden erlitten und war krankhaft aggressiv geworden. Natürlich durchschaut er sofort die Tarnung der Zeitreisenden, während diese lange brauchen, um in ihm einen ihrer eigenen Zeitgenossen zu erkennen. Erst in letzter Sekunde stellt André die Rückkehr der anderen sicher. Er selbst bleibt bei einer jungen Adeligen zurück, in die er sich verliebt hat. In der Gegenwart graben später die Kollegen Spuren seiner erfüllten Weiterexistenz im Mittelalter aus.

## Technologie
Die Technologie in Timeline folgt keiner einheitlichen Theorie. Bei der Erklärung der Zeitmaschine werden z. B. Quanteneffekte erläutert, aber nicht, wie sie eine Zeitreise ermöglichen. Der im Buch beschriebene Quantencomputer ist eine Zukunftsvision.

## Film
2003 entstand unter der Regie von Richard Donner eine Verfilmung, in der Paul Walker, Frances O’Connor, Gerard Butler sowie Billy Connolly zu sehen waren. Der Film weicht allerdings in wesentlichen Punkten von der Vorlage ab.

## PC-Spiel
Der Roman brachte den Computerspielhersteller Timeline Computer Entertainment hervor, der das PC-Spiel Timeline entwickelte, welches im Jahr 2000 von Eidos Interactive veröffentlicht wurde.